# Orge (rivière)
Ne doit pas être confondu avec Orge (ruisseau).
Pour les articles homonymes, voir Orge.
L’Orge est une rivière de France, longue de 54,1 km selon le Sandre, affluent de la rive gauche de la Seine, dont le cours forme la vallée de l'Orge en traversant les départements des Yvelines et de l’Essonne.

## Hydronymie
Rivière mentionnée sous la forme Urbia au VIe siècle.
L'évolution phonétique d’*Orbia (noté Urbia au VIe siècle) va de soi, elle est comparable à celle de *rabia (latin classique rabies) > rage.
Plutôt que de supposer un thème hydronymique hypothétique pré-indo-européen de sens inconnu, Xavier Delamarre rattache la racine Orb- à toute une série d’anthroponymes, toponymes et hydronymes, dont  également l'Orge (ruisseau de la Meuse, Orobia, sans date) et l'Orb (Hérault, Orbis Ier siècle, Orobus IVe siècle) qui contiennent, selon lui, un radical gaulois orb- désignant l'héritier (*orbios). Il compare avec le vieil irlandais orb « héritier, héritage », orbe « héritage, patrimoine » (*orbion). En effet, un ruisseau ou une rivière peuvent être considérés comme les héritières d'une rivière plus grande ou d'un fleuve.

## Géographie

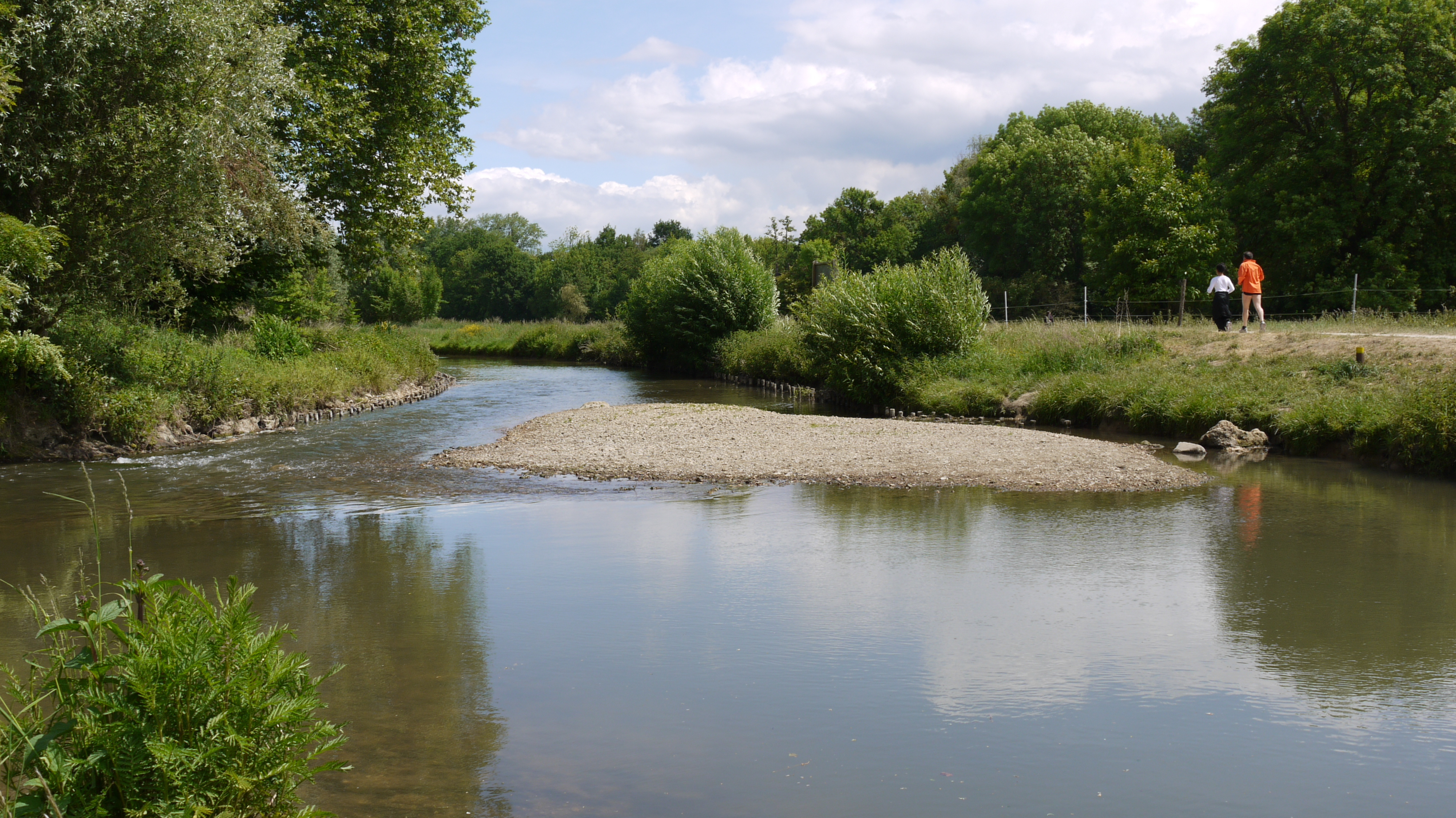
Confluent de l'Orge et du Mort Ru à Villiers-sur-Orge.

Elle prend sa source à Saint-Martin-de-Bréthencourt dans les Yvelines, au sud du massif forestier de Rambouillet, arrose notamment le nord-ouest de Corbreuse, et notamment Sainte-Mesme (Yvelines), avant d’entrer dans l’Essonne, arrosant Dourdan, Roinville, Sermaise, Saint-Chéron, Breux-Jouy, Breuillet, Saint-Yon, Bruyères-le-Châtel, Égly, Ollainville, Arpajon, Saint-Germain-lès-Arpajon, Leuville-sur-Orge, Brétigny-sur-Orge, Saint-Michel-sur-Orge, Longpont-sur-Orge, Sainte-Geneviève-des-Bois, Villiers-sur-Orge, Villemoisson-sur-Orge, Épinay-sur-Orge, Morsang-sur-Orge, Savigny-sur-Orge, Juvisy-sur-Orge. L'Orge apparaît ainsi dans le toponyme d'une grande partie des communes traversées.
Enfin, elle se jette dans la Seine en deux bras l'un à Viry-Châtillon, l'autre à Athis-Mons.
L'Orge dans sa partie aval traverse une zone fortement urbanisée (370 000 habitants), ce qui a imperméabilisé les sols entraînant de très forts risques d'inondation.
Pour parer ce phénomène, les municipalités riveraines se sont groupées en plusieurs syndicats intercommunaux :
- le Syndicat mixte de la vallée de l'Orge aval (SIVOA[3]) ;
- le Syndicat intercommunal de l'hydraulique et de l'assainissement de la région de Limours (SIHA) ;
- le Syndicat mixte du bassin supérieur de l'Orge (SIBSO), pour les communes en amont d'Arpajon.

Ces syndicats ont fusionnés le 31 décembre 2018 sous le nom Syndicat de l'Orge, de la Rémarde et de la Prédecelle (SYORP) ou Syndicat de l'Orge.
En 2023, le Syndicat intercommunal d'assainissement des communes de Pecqueuse, Limours, Forges-les-Bains et Briis-sous-Forges (SIAL) adhère également au SYORP.

## Affluents
- Rive droite : la Renarde (confluence à Breuillet), la Brétonnière (confluence à Saint-Germain-lès-Arpajon), le Blutin (confluence à Brétigny-sur-Orge) et la Vidange (confluence à Égly).
- Rive gauche : la Rémarde (confluence à Arpajon), la Sallemouille (confluence à Longpont-sur-Orge), le Mort Ru (confluence à Villiers-sur-Orge), l'Yvette (confluence à Savigny-sur-Orge) qui emprunte la vallée de Chevreuse, ainsi que quelques sources à Juvisy-sur-Orge.
- La rivière est aussi alimentée par plusieurs boëlles et fossés à Arpajon, Leuville-sur-Orge ou encore Villiers-sur-Orge[6].

## Hydrologie

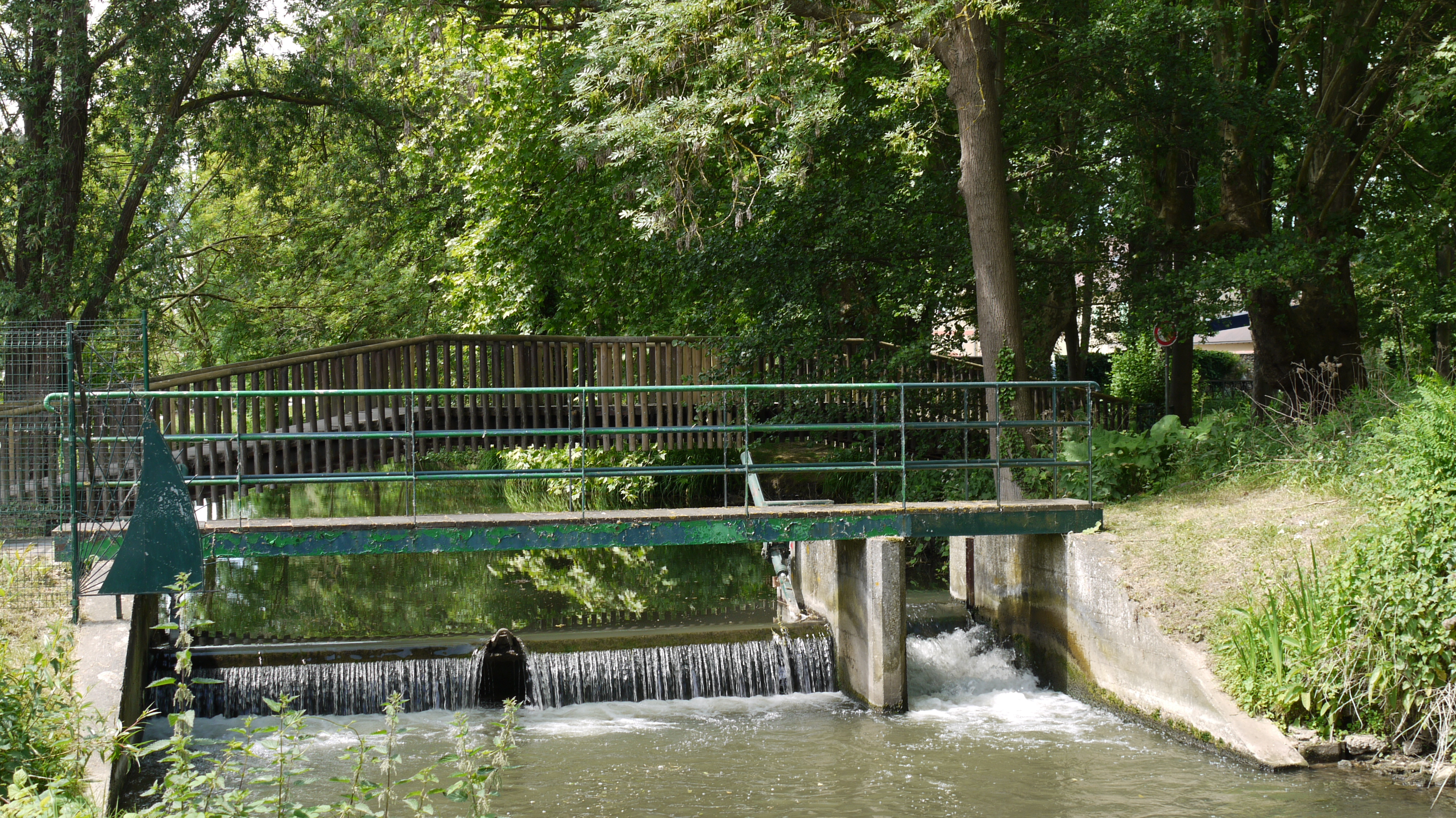
Retenue sur un bras de l'Orge à Arpajon.

L'Orge est une rivière beaucoup moins régulière que sa voisine l'Essonne. Son débit a été observé sur une période de 44 ans (1964-2007), à Morsang-sur-Orge, localité du département de l'Essonne située à peu de distance de son débouché dans la Seine. Le bassin versant de la rivière y est de 922 km2 sur un total de 952 km2 pour l'entièreté du bassin.
Le module de la rivière à Morsang-sur-Orge est de 3,9 m3/s. L'Orge présente des fluctuations saisonnières de débit, avec des hautes eaux d'hiver-printemps portant le débit mensuel moyen à un niveau de 4,45 à 6,02 m3/s, de décembre à début mai inclus (avec un maximum en janvier-février), et des basses eaux d'été de juillet à septembre avec un minimum mensuel moyen de 2,21 en août (voir histogramme ci-dessous).
En période d'étiage, le VCN3 peut chuter jusque 1,1 m3/s, en cas de période quinquennale sèche, ce qui est proportionnellement près de deux fois moindre que le VCN3 de l'Essonne, mais reste cependant assez élevé comparé à la grande majorité des cours d'eau de France.
Les crues sont assez importantes et créent des menaces pour certaines zones de son bassin. Ainsi le débit instantané maximal enregistré a été de 41,2 m3/s le 1er mars 1978, tandis que la valeur journalière maximale était de 39,1 m3/s le 22 mars de la même année. Ces valeurs sont près du double de celles de l'Essonne, bien que le bassin versant de l'Orge soit deux fois moins étendu. Le QIX 10 est de 34 m3/s, le QIX 20 de 38 m3/s et le QIX 50 de 44 m3/s. Les QIX 2 et QIX 5 valent quant à eux respectivement 23 et 30 m3/s. D'où il ressort que les crues maximales dont il est question plus haut, étaient vicennales (récurrence moyenne de 20 ans).
L'Orge est une rivière pas très abondante, alimentée par des précipitations modérées. La lame d'eau écoulée dans son bassin versant est de 133 millimètres annuellement, ce qui est très faible, nettement inférieur tant à la moyenne de la totalité du bassin de la Seine (220 millimètres), qu'à la moyenne d'ensemble de la France. Le débit spécifique (ou Qsp) tombe de ce fait à un très modeste 4,2 litres par seconde et par kilomètre carré de bassin.

## Histoire
La présence de l’Orge a probablement joué un rôle dans l'installation des premiers peuples sur ses rives. Dans un premier temps, de nombreux gués permettent, aux hommes et aux bêtes, de le traverser sans pont, comme à Égly. Au cours des siècles, de nombreuses activités se développent sur ses berges (agriculture, teinturerie, corderie, poterie, tannerie, mégisserie...). À Dourdan, par exemple, le tracé du cours d'eau est détourné pour remplir les douves du mur d’enceinte de la ville et permettre l'établissement de plusieurs moulins.
En 1728, le cours de l'Orge est canalisé, à Juvisy-sur-Orge, pour permettre son franchissement par le Grand chemin de Paris à Fontainebleau (actuelle Nationale 7), grâce au Pont des Belles Fontaines (classé aux Monuments historiques en 1914). L'Orge est aussi un lieu d'agrément où l'on organisait des parties de pêche, de baignade et même des "croisières".

L'Orge au XIXe siècle par Armand Guillaumin
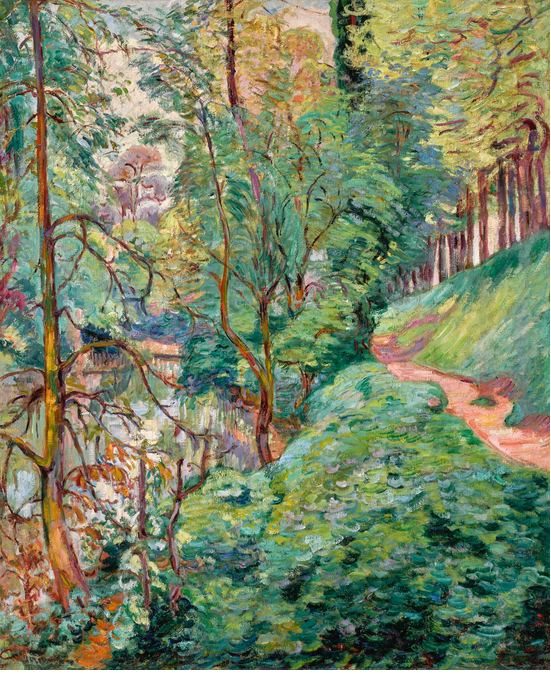
Bords de l'Orge à Epigny, vers 1890 Collection privée, Vente 2017.
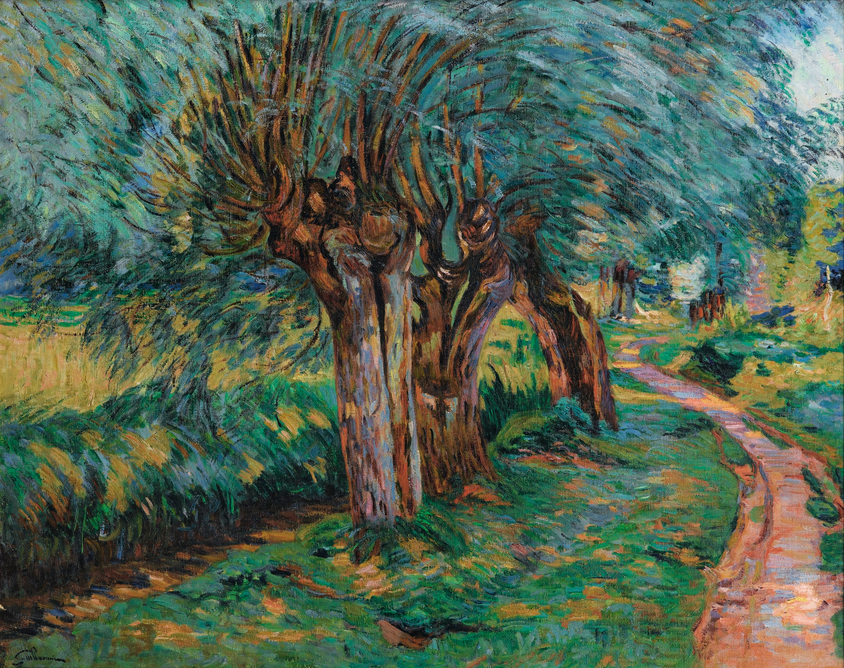
Bords de l'Orge, vers 1903 Collection privée, Vente 2017.

Au XIXe siècle, le mouvement hygiéniste promeut l'installation de lavoirs, publics ou privés, et de blanchisseries industrielles, tout au long du cours d'eau, ce qui entraînera une pollution involontaire des eaux. Jusqu'au début du XXe siècle, l'homme a profondément modifié l'Orge à des fins d'aménagement du territoire ou d'exploitation comme source d'énergie. Des systèmes de vannes et de barrages ont été mis en place pour réguler le niveau d'eau, à Montlhéry, Brétigny-sur-Orge ou Épinay-sur-Orge entre autres. À la fin du XXe siècle, ses rives sont aménagées en promenade, tandis qu'une partie de son tracé est enterré, à Juvisy-sur-Orge notamment.

## Syndicat de l'Orge

### Composition
Le Syndicat de l'Orge, ou SYORP (Syndicat de l'Orge, de la Rémarde et de la Prédecelle), regroupe, en 2020, 59 communes qui sont, par ordre alphabétique :
Angervilliers, Arpajon, Athis-Mons, Avrainville, Ballainvilliers, Boissy-sous-Saint-Yon, Brétigny-sur-Orge, Breuillet, Breux-Jouy, Briis-sous-Forges, Bruyères-le-Châtel, Courson-Monteloup, Corbreuse, Dourdan, Égly, Épinay-sur-Orge, Fleury-Mérogis, Fontenay-les-Briis, Forges-les-Bains, Grigny, Guibeville, Janvry, Juvisy-sur-Orge, La Norville, La Ville-du-Bois, Le Val-Saint-Germain, Limours, Leuville-sur-Orge, Linas, Longpont-sur-Orge, Marcoussis, Marolles-en-Hurepoix, Mauchamps, Montlhéry, Morsang-sur-Orge, Nozay, Ollainville, Paray-Vieille-Poste, Pecqueuse, Le Plessis-Pâté, Roinville-sous-Dourdan, Saint-Chéron, Saint-Cyr-sous-Dourdan, Saint-Germain-lès-Arpajon, Saint-Martin-de-Brethencourt, Saint-Maurice-Montcouronne, Saint-Mesme, Saint-Michel-sur-Orge, Saint-Sulpice-de-Favières, Saint-Yon, Sainte-Geneviève-des-Bois, Savigny-sur-Orge, Sermaise, Soucy-la-Briche, Vaugrigneuse, Villeconin, Villemoisson-sur-Orge, Villiers-sur-Orge et Viry-Châtillon.
Sa compétence est la collecte et le transport des eaux usées, la gestion hydraulique des cours d’eau, la prévention des risques inondation, l’amélioration du fonctionnement des réseaux d’assainissement et la reconquête de la qualité des rivières et des milieux naturels.
Chacune des communes est représentée directement ou par des délégués de son intercommunalité qui constituent ensemble le comité du syndicat.

Logo du Syndicat de l'Orge.

Le président de ce syndicat est depuis 2017 François Cholley, maire de Villemoisson-sur-Orge.

### Rôle

#### Gestion hydraulique de la rivière et de ses affluents

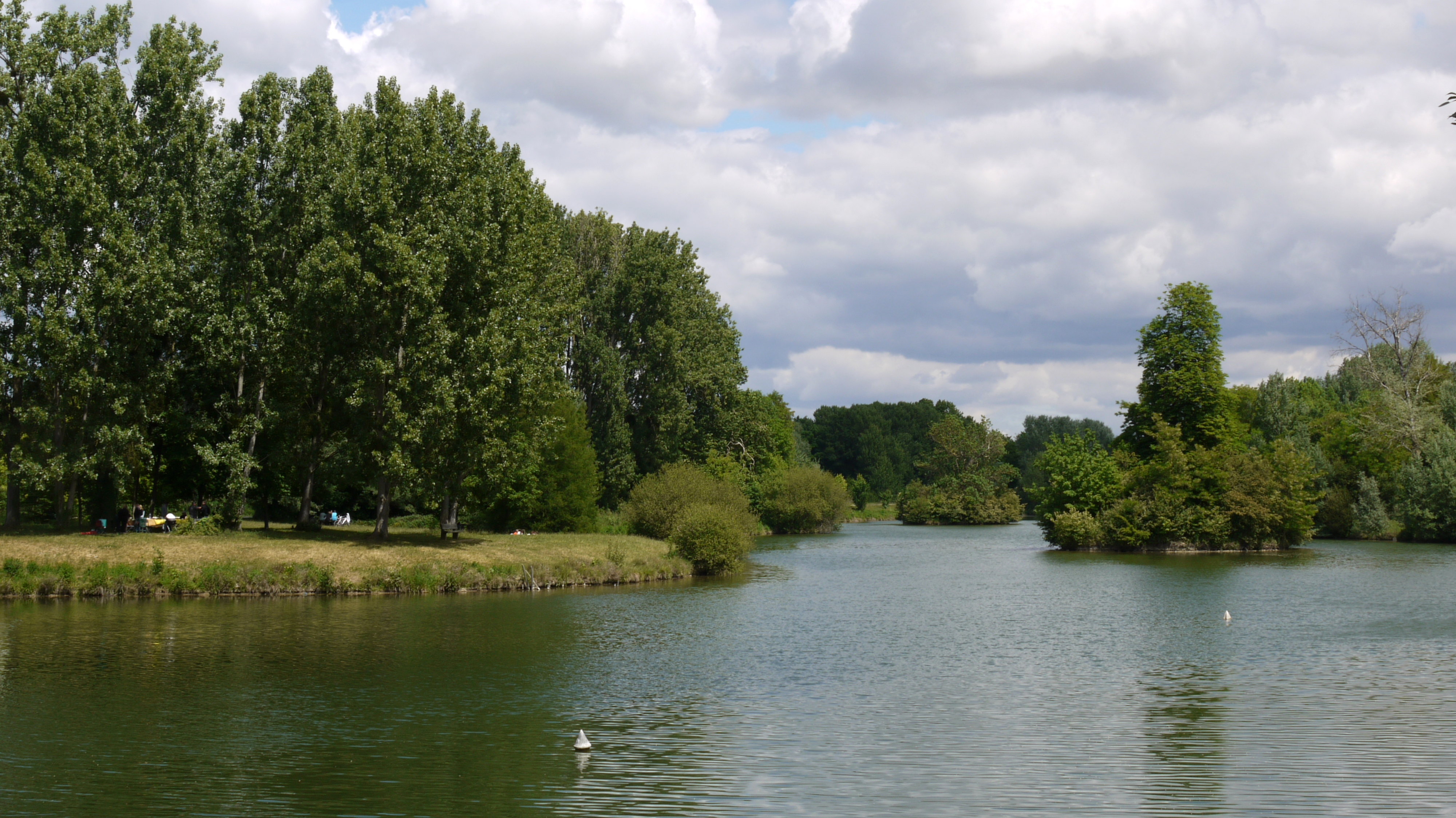
Le bassin de retenue de Saint-Michel-sur-Orge.

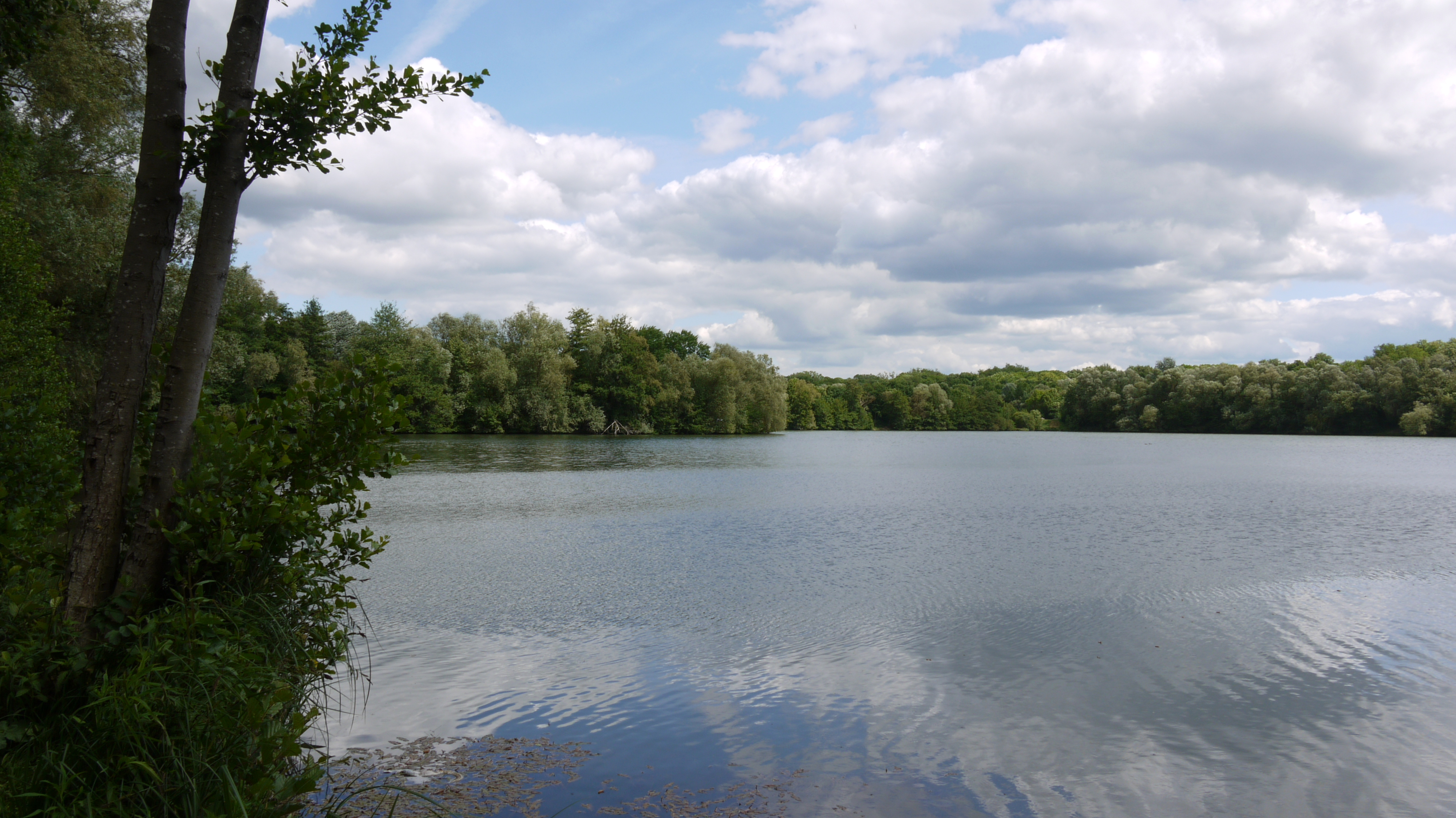
Le bassin de retenue de Trévoix.

L'urbanisation intensive depuis 30 ans a entraîné une forte imperméabilisation des sols. Il fallait donc prévoir de nouveaux bassins de rétention. Afin de prévenir des inondations, on compte, en 2020, 25 bassins qui ont été aménagés pour une capacité de stockage totale de 2 750 000 m3. Ce sont dans l'ordre chronologique de création :
- le bassin de Morsang-sur-Orge (1976) : 25 000 m3, bassin en eau, bassin en dérivation.
- le bassin du Breuil à Épinay-sur-Orge (1977) : 10 000 m3, bassin en eau, bassin en dérivation.
- le bassin du Carouge à Brétigny-sur-Orge (1978) : 350 000 m3, bassin en eau, bassin en dérivation.
- le bassin du Gué à Marcoussis sur la Sallemouille (1978) : 180 000 m3, bassin en eau, bassin en série.
- le bassin du Petit Paris à Leuville-sur-Orge (1978) : 250 000 m3, bassin en eau, bassin en dérivation.
- le bassin de Trevoix (1980) à Bruyères-le-Châtel : 1 200 000 m3, bassin en eau, bassin en dérivation. Il représente plus de 50 % de capacité de l'ensemble des retenues. Il régule la Rémarde et protège les communes d'Egly, Ollainville et Arpajon.
- le bassin de Saint-Michel/Longpont (1980) : 180 000 m3, bassin en eau, bassin en dérivation.
- les bassins du bois des Roches et de la gendarmerie à Saint-Michel-sur-Orge (1986) : 34 000 m3, bassin sec, bassin en dérivation.
- le bassin de Nozay (1992) sur le Mort ru : 7 000 m3, bassin sec, bassin en série.
- les bassins de Saint-Germain amont et aval (1992) : 17 000 m3 et 5 500 m3, bassins secs, bassins en série.
- le bassin de Linas (1995) : 95 000 m3, bassin sec, bassin en série.
- le bassin du Grand-Étang à Marcoussis (2002) : 110 000 m3, bassin sec, bassin en série.

Les espaces naturels qui bordent l'Orge ont été conservés sous forme de bois ou de prairies. Cela représente une superficie de 150 hectares qui peuvent stocker deux millions de mètres cubes, soit autant que les bassins de retenue.
Ces espaces sont :

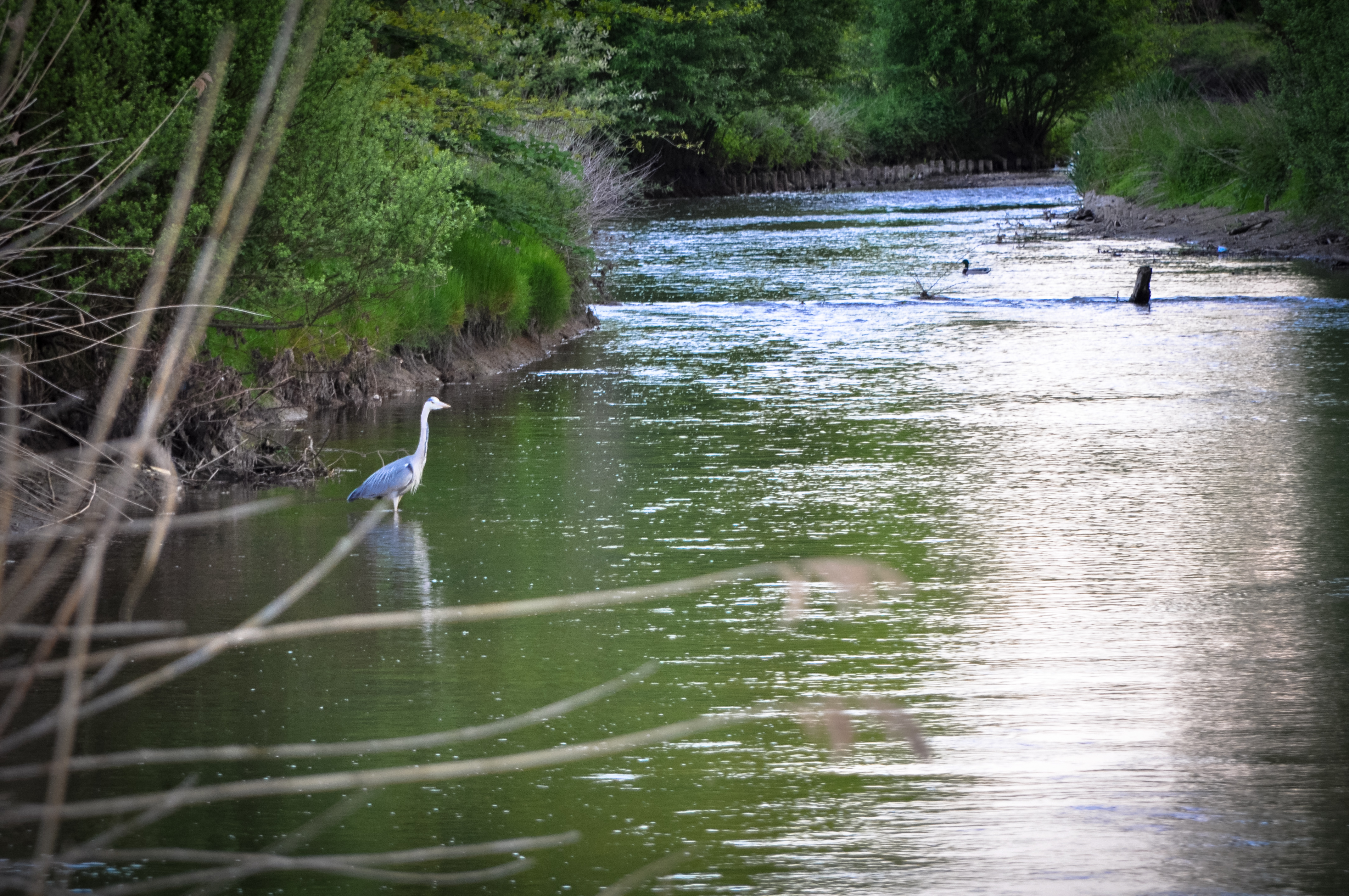
Héron cendré dans l'Orge.

- l'hôpital de Vaucluse et le parc du Perray à Sainte-Geneviève-des-Bois ;
- le parc de Morsang-sur-Orge et Savigny-sur-Orge ;
- les prairies de Villemoisson-sur-Orge, Saint-Michel-sur-Orge et Leuville-sur-Orge.

Outre leur rôle dans la prévention des inondations, ces espaces favorisent un écosystème particulièrement riche pour la région. On a pu observer 88 espèces d'oiseaux autour du bassin de Trévoix à Bruyères-le-Châtel, en particulier le grèbe castagneux, le martin-pêcheur et le héron cendré.

#### Assainissement
Le Syndicat de l'Orge exploite 142 km de canalisations du réseau d'assainissement entre Breuillet et la station de relèvement de Crosne. Le réseau travaille en séparatif : d'un côté les eaux de pluie qui retournent à la rivière, de l'autre les eaux usées qui sont traitées à la station d'épuration de Valenton (Val-de-Marne). Sur ce trajet il y a vingt stations de relèvement. Un contrôle des raccordements des particuliers aux réseaux d'eaux pluviales et d'eaux usées est réalisé afin d'effectuer la mise en conformité. En 2009 une station d’épuration est créée à Ollainville, permettant le traitement des eaux usées de 5 communes.
Du fait de la très forte urbanisation dans le périmètre du Syndicat, les eaux pluviales sont fortement polluées (plomb, zinc, hydrocarbures et déchets de toutes sortes). Il faut donc les dépolluer avant de les rejeter à la rivière.
Afin d'éviter le débordement des réseaux d'assainissement lors des orages, les nouvelles constructions sont invitées à faire « zéro rejet » au réseau d'eaux pluviales.

#### Continuité écologique
En 2007, dans le cadre de la directive-cadre européenne sur l'eau et du schéma d’aménagement des eaux de l’Orge et de l’Yvette (SAGE), le Syndicat de l'Orge étudie la question de la suppression des 29 ouvrages hydrauliques (vannes ou clapets) qui régulent le cours de la rivière. En effet, ces barrages, construits pour alimenter les moulins qui ont aujourd'hui disparu, ont un fort impact sur la qualité de l'eau et empêchent la libre circulation des espèces aquatiques. L'étude montre que, seuls, six de ces ouvrages sont encore utiles et nécessaires.
Le tronçon de 6 kilomètres situé entre Longpont-sur-Orge, Saint-Michel-sur-Orge, Sainte-Geneviève-des-Bois et Épinay-sur-Orge, jugé prioritaire, sert de test, en mars 2010. Les clapets Guiperreux, Souchard et Vaucluse sont ainsi démontés pour rétablir "la continuité écologique et sédimentaire" et améliorer de la qualité biologique de l’eau. Les travaux de suivi, menés jusqu'en 2012, avec l’Office national de l'eau et des milieux aquatiques et la Direction régionale et interdépartementale de l'environnement et de l'énergie, sur la morphologie des cours d’eau, le transport des sédiments, l'évolution des espèces animales et la qualité de l’eau ont validé les bénéfices de ces travaux.
Le  programme se poursuit donc, en 2012, avec l'abaissement de trois nouveaux clapets : celui de « la banque » à Juvisy-sur-Orge, du « terrain de boules » à Saint-Germain-lès-Arpajon et de la « vanne des eaux » à Arpajon. Le programme s'est achevé en 2018 avec les 2 derniers clapets, Valenton et Drakkar, à Athis-Mons. La continuité avec la Seine enfin rétablie, le syndicat note la présence de nouvelles espèces de poissons. De même, l'effacement d'une partie  des ouvrages hydrauliques a permis de faire réapparaître certaines berges basses, rapidement reconquises par la faune (oiseaux d'eau notamment) et la flore. L'Orge offre désormais des habitats variés et diversifiés pour le maintien de la faune locale.
Toutefois, l'abaissement de certains clapets provoque une baisse importante du niveau de l'Orge qui modifie sa morphologie. En 2019, le syndicat de l'Orge entreprend ainsi des travaux de curage et de nettoyage des berges pour faire renaître le bras mort de l'Orge à Leuville-sur-Orge. En effet, la suppression des clapets entre Arpajon et Athis-Mons avait engendré l'assèchement de ce méandre, le transformant en fossé.

#### Entretien de la rivière, de ses affluents et de leurs berges
Le Syndicat de l'Orge a créé la promenade de l'Orge. C'est un réseau de chemins de promenade, de pistes cyclables qui suivent le cours de la rivière.
La renouée d'Asie a envahi depuis quelques années les berges de l'Orge et de ses affluents. Une lutte contre cette plante envahissante a été entreprise sans utiliser de désherbants chimiques.